# Johnny Logan (piosenkarz)
Johnny Logan, właściwie Seán Patrick Michael Sherrard (ur. 13 maja 1954 we Frankston, w pobliżu Melbourne) – irlandzki piosenkarz i kompozytor. Trzykrotny zwycięzca Konkursu Piosenki Eurowizji (jako wykonawca w 1980 i 1987 oraz jako autor piosenki w 1992).

## Życiorys

### Wczesne lata
Jest synem, Patricka O’Hagena, tenora, który trzy razy występował w Białym Domu (przed Johnem F. Kennedym, Lyndonem B. Johnsonem i Richardem Nixonem). W wieku trzech lat, wraz z rodziną przeniósł się do Irlandii.
W wieku 13 lat uczył się grać na gitarze i zaczął komponować własne piosenki. Po porzuceniu szkoły uczył się grać na gitarze elektrycznej, a także występował w folkowych i bluesowych klubach.

### Kariera
W 1977 roku zagrała główną rolę męską w musicalu Adam i Ewa. Następnie przyjął pseudonim artystyczny Johnny Logan, którego inspiracją było imię głównego bohatera filmu Johnny Guitar.

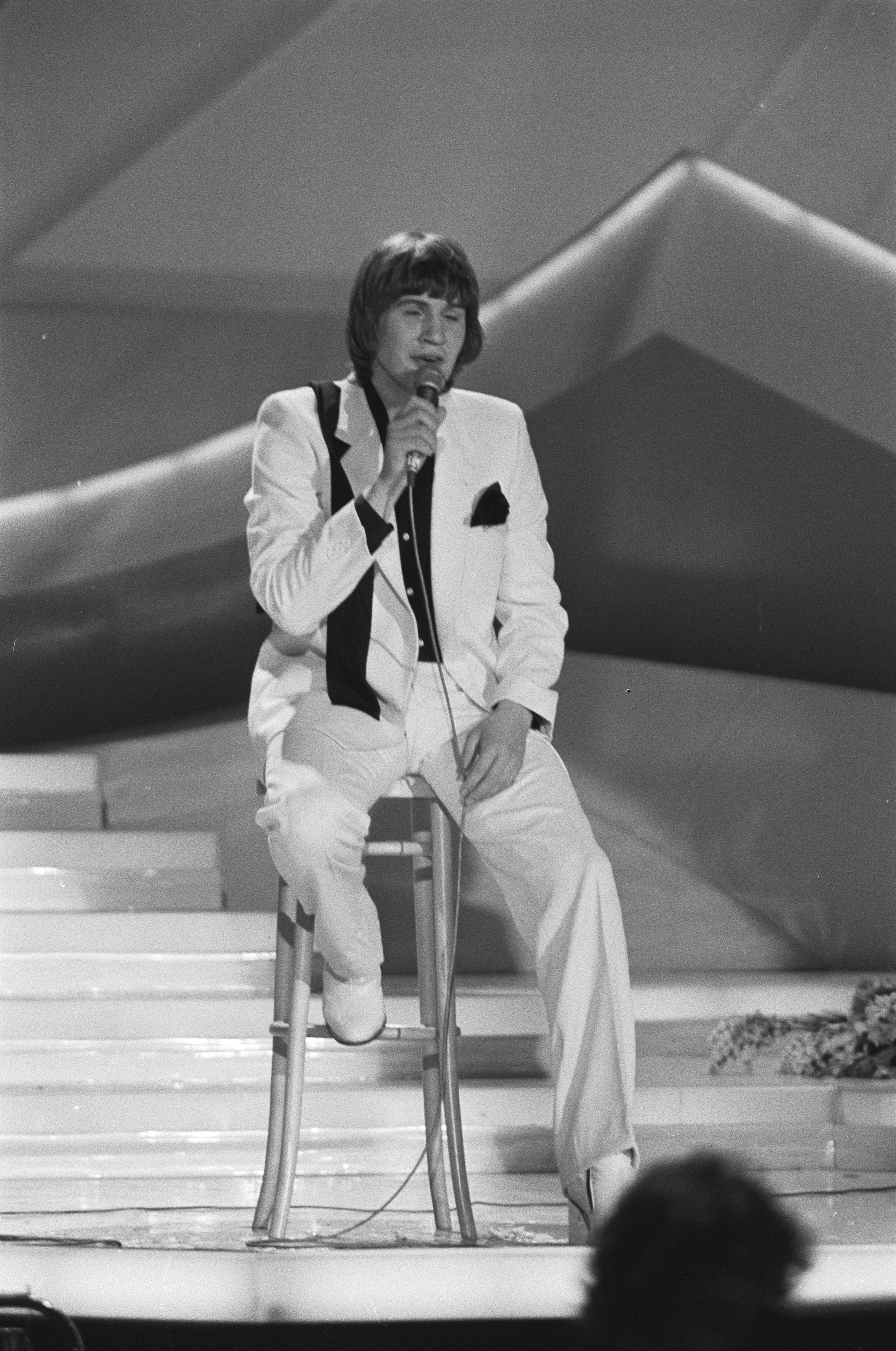
Logan podczas 25. Konkursu Piosenki Eurowizji (1980)

W 1979 roku z piosenką „Angie” zajął trzecie miejsce w koncercie Irish National Song Contest, stanowiącym irlandzkie eliminacje do Konkursu Piosenki Eurowizji. Rok później z piosenką „What’s Another Year” zwyciężył w finale krajowych eliminacji, zostając reprezentantem Irlandii w 25. Konkursie Piosenki Eurowizji w Hadze. 19 kwietnia wystąpił w finale konkursu i zajął w nim pierwsze miejsce po zdobyciu 143 punktów, w tym maksymalnych not 12 punktów od jurorów z siedmiu krajów. Z utworem „What’s Another Year” trafił do czołówki europejskich list przebojów, w tym m.in. na pierwsze miejsce w Norwegii, Szwecji i Belgii. W tym samym roku wydał swój debiutancki album studyjny, zatytułowany The Johnny Logan Album, a także dwie inne płyty: What's Another Year i In London.
W 1984 roku skomponował i napisał utwór „Terminal 3” dla Lindy Martin, z którym ta zajęła drugie miejsce dla Irlandii w finale 29. Konkursu Piosenki Eurowizji. W 1985 roku wydał album pt. Straight from the Heart. W 1987 roku z utworem „Hold Me Now” zwyciężył w finale krajowych eliminacji eurowizyjnych, dzięki czemu reprezentował Irlandię w 32. Konkursie Piosenki Eurowizji w Brukseli. 9 maja zajął pierwsze miejsce w finale konkursu po zdobyciu 172 punktów, w tym maksymalnych not od jurorów z ośmiu krajów. Został tym samym pierwszym w historii wykonawcą, który dwukrotnie zwyciężył w finale Eurowizji. Z utworem „Hold Me Now” dotarł do czołówki europejskich list przebojów, a także promował nim swój kolejny album, również zatytułowany Hold Me Now.
W 1989 roku wydał album pt. Mention My Name, który został wydany również na amerykańskim rynku. W 1992 roku skomponował piosenkę „Why Me?”, z którą Linda Martin zwyciężyła dla Irlandii w finale 37. Konkursu Piosenki Eurowizji, tym samym Logan został pierwszym w historii trzykrotnym laureatem Konkursu Piosenki Eurowizji. W tym samym roku wydał album pt. Endless Emotion. Do końca lat 90. wydał jeszcze dwie płyty: Reach Out (1996) i Love Is All (1999).

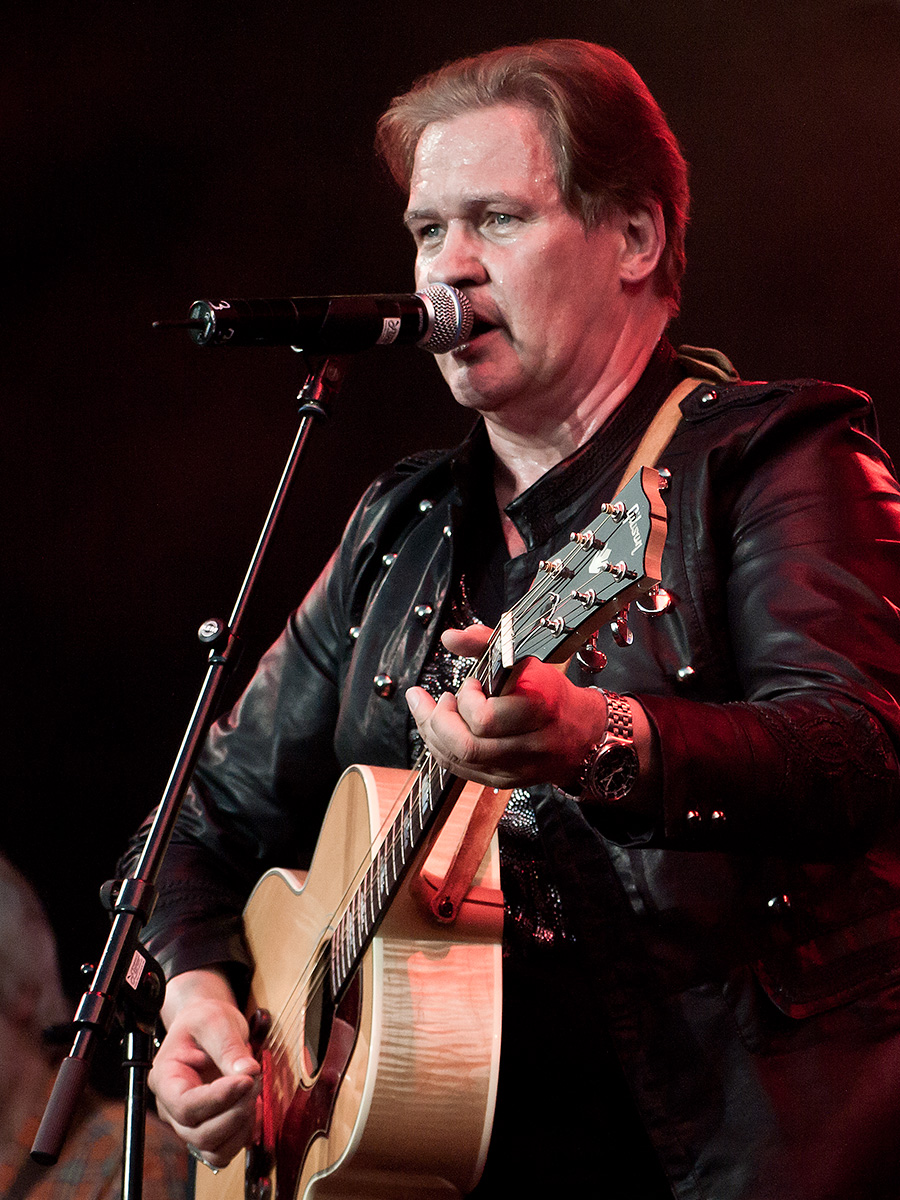
Logan podczas koncertu na festiwalu Rheinland-Pfalz-Tag w Nadrenii-Palatynacie, czerwiec 2010

W pierwszej połowie lat 2000. wydał albumy: Save This Christmas for Me (2001), Reach for Me (2001) i We All Need Love (2003). W 2004 roku podczas jednego z koncertów André’a Hazesa poznał holenderskiego wokalistę Arno Kolenbrandera, dla którego napisał piosenkę „The Story of My Life”, z którą ten uczestniczył w programie Op weg naar het Songfestival stanowiącym krajowe eliminacje do 49. Konkursu Piosenki Eurowizji. W 2005 wystąpił gościnnie w 3000. odcinku flamandzkiego serialu Familie oraz był gościem jubileuszowego koncertu Gratulacje: 50 lat Konkursu Piosenki Eurowizji, który został zorganizowany przez Europejską Unię Nadawców; w trakcie koncertu jego utwory zajęły trzecie („Hold Me Now”) i 12. miejsce („What’s Another Year”) w plebiscycie na największy przebój w historii konkursu.
W 2009 roku nagrał i wydał album pt. Irishman in America. W kolejnych latach wydał jeszcze dwie płyty: Nature of Love (2010) i The Irish Connection 2 (2013). W marcu 2015 roku wystąpił jako gość muzyczny podczas koncertu jubileuszowego Eurovision Song Contest’s Greatest Hits, organizowanego przez brytyjską telewizję BBC z okazji 60-lecia Konkursu Piosenki Eurowizji.

## Dyskografia

### Albumy studyjne
- The Johnny Logan Album (1980)
- What's Another Year (1980)
- In London (1980)
- Straight from the Heart (1985)
- Hold Me Now (1987)
- Mention My Name (1989)
- Endless Emotion (1992)
- Reach Out (1996)
- Love Is All (1999)
- Reach for Me (2001)
- We All Need Love (2003)
- Irishman in America (2009)
- Nature of Love (2010)
- The Irish Connection 2 (2013)

### Albumy świąteczne
- Save This Christmas for Me (2001)

### Single
- „No I Don’t Want To Fall In Love” (1978)
- „What’s Another Year” (1980)
- „Save Me” (1980)
- „In London” (1980)
- „Save Me” (1980)
- „Give A Little Bit More (Too Much Too Soon)” (1980)
- „Oriental Eyes” (1982)
- „Becoming Electric” (1982)
- „Ginny Come Lately” (1985)
- „Straight from the Heart” (1985)
- „Stab in the Back” (1986)
- „Sara Smile” (1986)
- „Hold Me Now” (1987; reedycje w 2001 i 2006)
- „I'm Not In Love” (1987)
- „Heartland” (1988)
- „All I Ever Wanted” (1989)
- „Lay Down Your Heart” (1990)
- „One by One” (1990)
- „How 'Bout Us” (1991)
- „Don’t Cry” (2006)
- „Prayin” (2013)